# Lobkovický palác (Vídeň)
Lobkovický palác ve Vídni německy Palais Lobkowitz (nebo také: Ditrichštejnsko-Lobkovický palác, něm. Palais Dietrichstein-Lobkowitz) je barokní městský palác v 1. vídeňském městském obvodě Vnitřní Město. Nachází se na po paláci pojmenovaném náměstí Lobkowitzplatz naproti Albertině.
Palác patří mezi nejstarší palácové stavby ve Vídni a zároveň je prvním významným městským palácem doby baroka po druhém obléhání Vídně Turky, kdy šlechta již nemusela všechny prostředky vydávat jen pro vojenské účely.
Fasáda paláce je, na rozdíl od interiérů, stále z větší části ve své původní podobě.

## Dějiny paláce

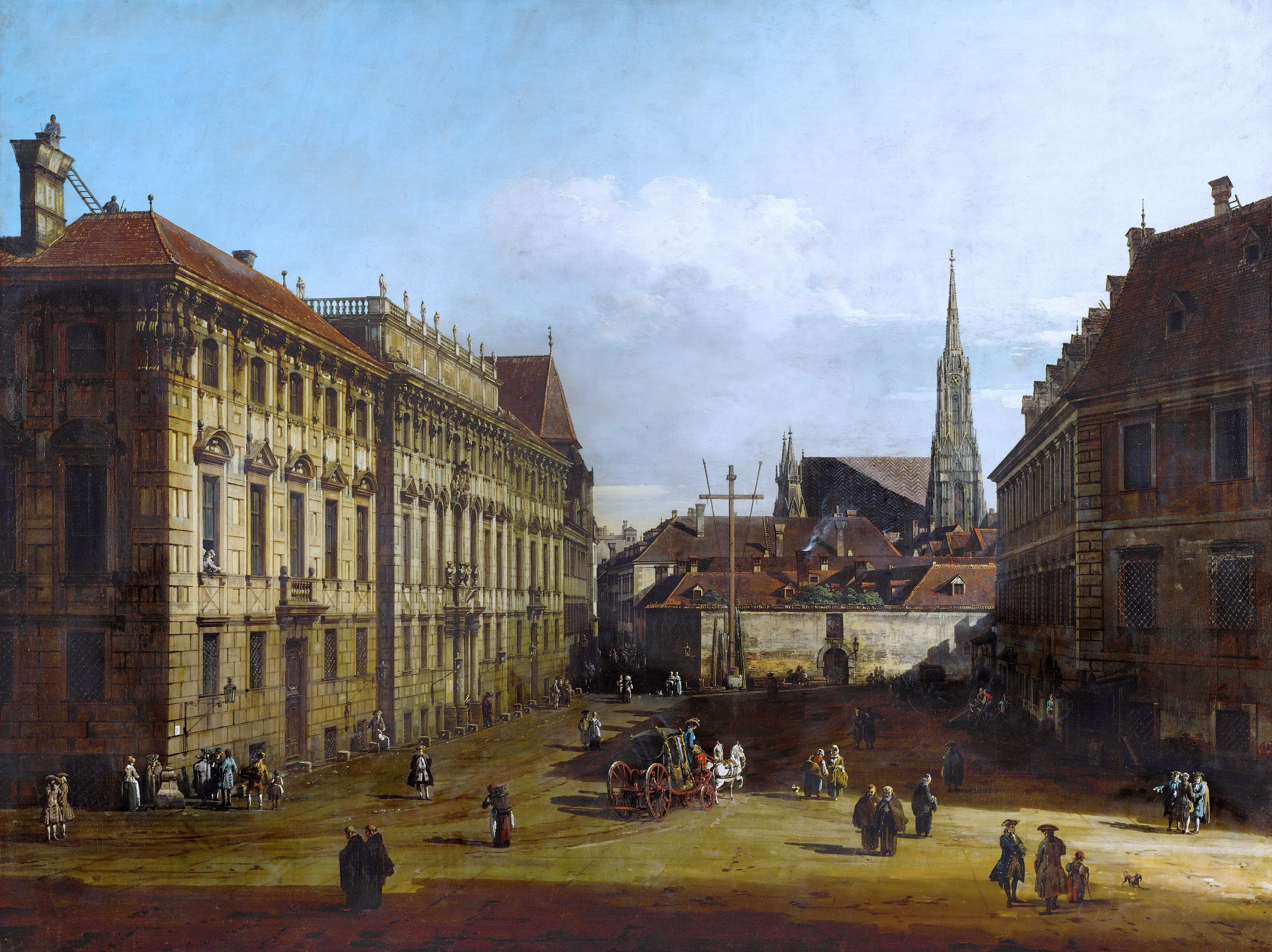
Lobkovický palác (vlevo) kolem roku 1760, malba od Canaletta

Dnešní vídeňské Lobkovické náměstí se do roku 1716 nazývalo Schweinemarkt („Prasečí trh“), který se zde do konce 17. století skutečně nacházel. Zde se také svého času nacházelo jedno z vídeňských popravišť.
Původní dům na místě dnešního paláce vlastnil Leopold svobodný pán von Felß, který nemovitost v roce 1685 prodal císařskému nejvyššímu podkoní Filipu Zigmundovi, hraběti z Ditrichštejna, jenž zakoupil rovněž sousední veřejné lázně a obě budovy nechal zbourat. V letech 1685 až 1687 pak nechal vystavět dnešní palác podle návrhu Giovanniho Pietra Tencaly. Mistři kameníci Ambrosius Regondi nechali přivézt z Kaisersteinbruchu tvrdý Kaiserstein na stavbu hlavního schodiště.

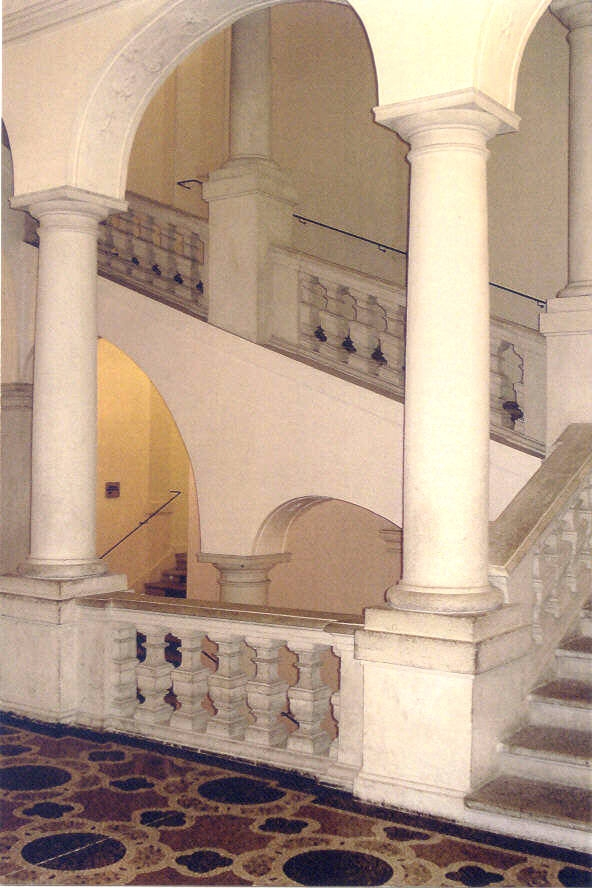
Schodiště

Ditrichštejnové pak paláce ještě několikrát přestavěli. Roku 1709 architekt Johann Bernhard Fischer z Erlachu vymyslel pro hlavní portál ve Vídni nevídané řešení: překlenout jej bohatě zdobeným trojrozměrným obloukem. Kamenickou práci vykonali Giovanni Battista Passerini a Elias Hügel z Kaisersteinbruchu. Jednu zakázku získal také syn Fischera z Erlachu, Joseph Emanuel.
Poté, co palác několikrát změnil majitele (mj. Jan Václav hrabě z Gallasu) skončil nakonec palác v roce 1745 v rukách Ferdinanda Filipa knížete z Lobkovic. Od té doby palác patřil až do roku 1980 rodině Lobkoviců.
Na přelomu 18./19. století byl v paláci častým hostem Ludwig van Beethoven, neboť tehdejší majitel Josef František Maxmilián z Lobkovic byl velikým mecenášem skladatelů. Beethoven mu věnoval svoji 3. symfonii (původně zamýšlená pro Napoleona a proto nazvaná „Eroica“). Roku 1804 byla poprvé uvedena pod vedením skladatele ve slavnostním sále paláce (později nazvaneém „Eroica-Saal“).
Po dvou koncertech v zimní jízdárně vídeňského Hofburgu 29. listopadu a 3. prosince 1812 založili přátelé hudby Společnost přátel hudby ve Vídni (dnes obecně známou jako Wiener Musikverein). V Lobkovickém paláci se nacházela listina, na niž se mohli podepsat zájemci o členství v zakládacím spolku a také první sídlo společnosti se nacházelo v paláci.
V době konání Vídeňského kongresu se v paláci konalo množství slavností a plesů. Zhruba v polovině 19. století Lobkovicové přenesli své hlavní rodinné sídlo na rodový zámek v Roudnici nad Labem severně od Prahy a vídeňský palác dali k pronájmu.
V letech 1869 až 1909 sloužil palác jako sídlo francouzského velvyslanectví, v letech 1919 až 1938 pak jako československé vyslanectví a v letech 1939 až 1945 (po adaptaci podle Josefa Hoffmanna) „Haus der Mode“ (Dům módy). Po konci druhé světové války dům sloužil jako sídlo vídeňského Institut français. Roku 1980 palác nakonec koupil rakouský stát a od roku 1991 v něm, po celkové rekonstrukci, provozuje Rakouské muzeum divadla (Österreichisches Theatermuseum).

## Galerie

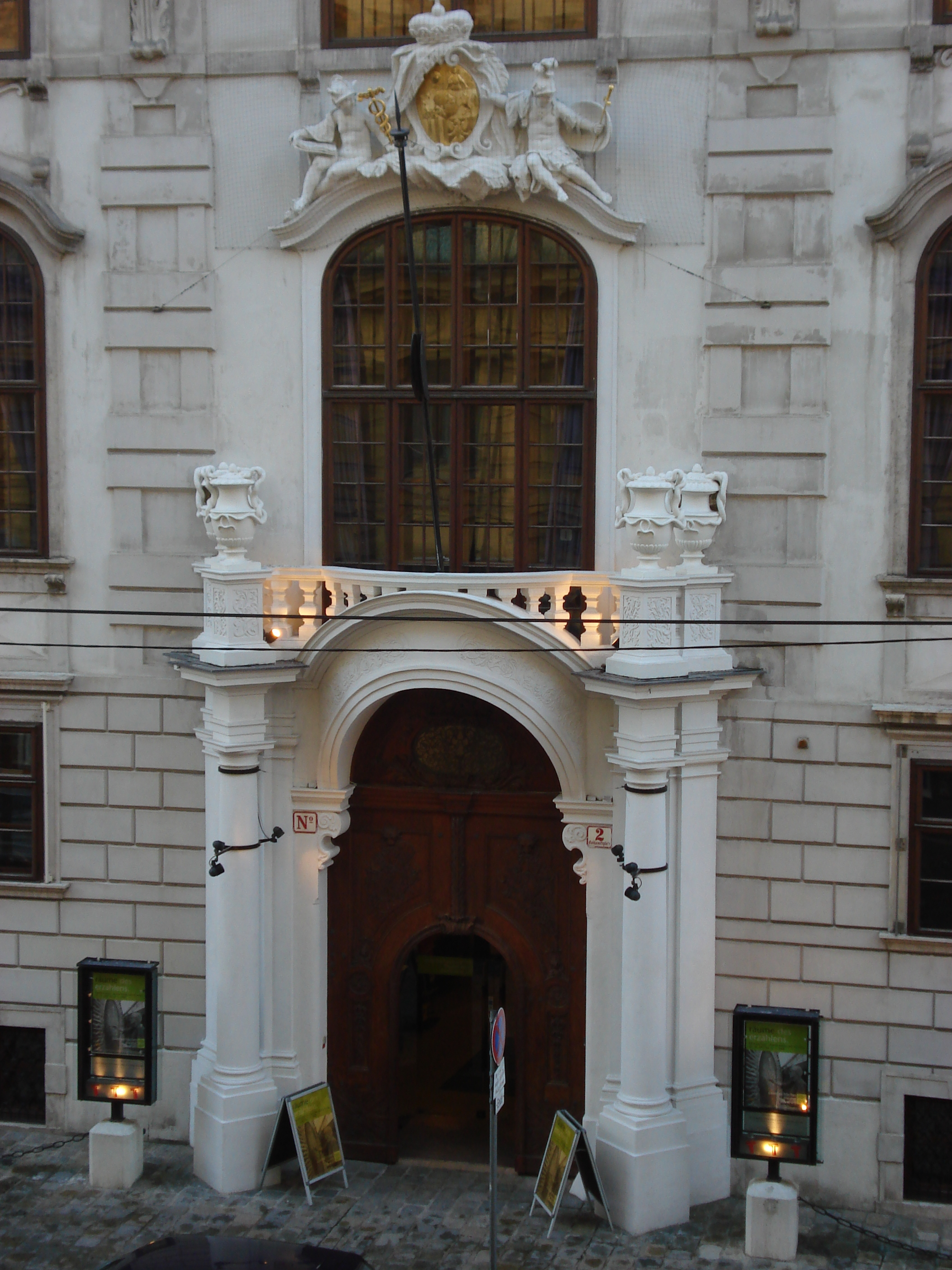
Portál od Johanna Fischera z Erlachu
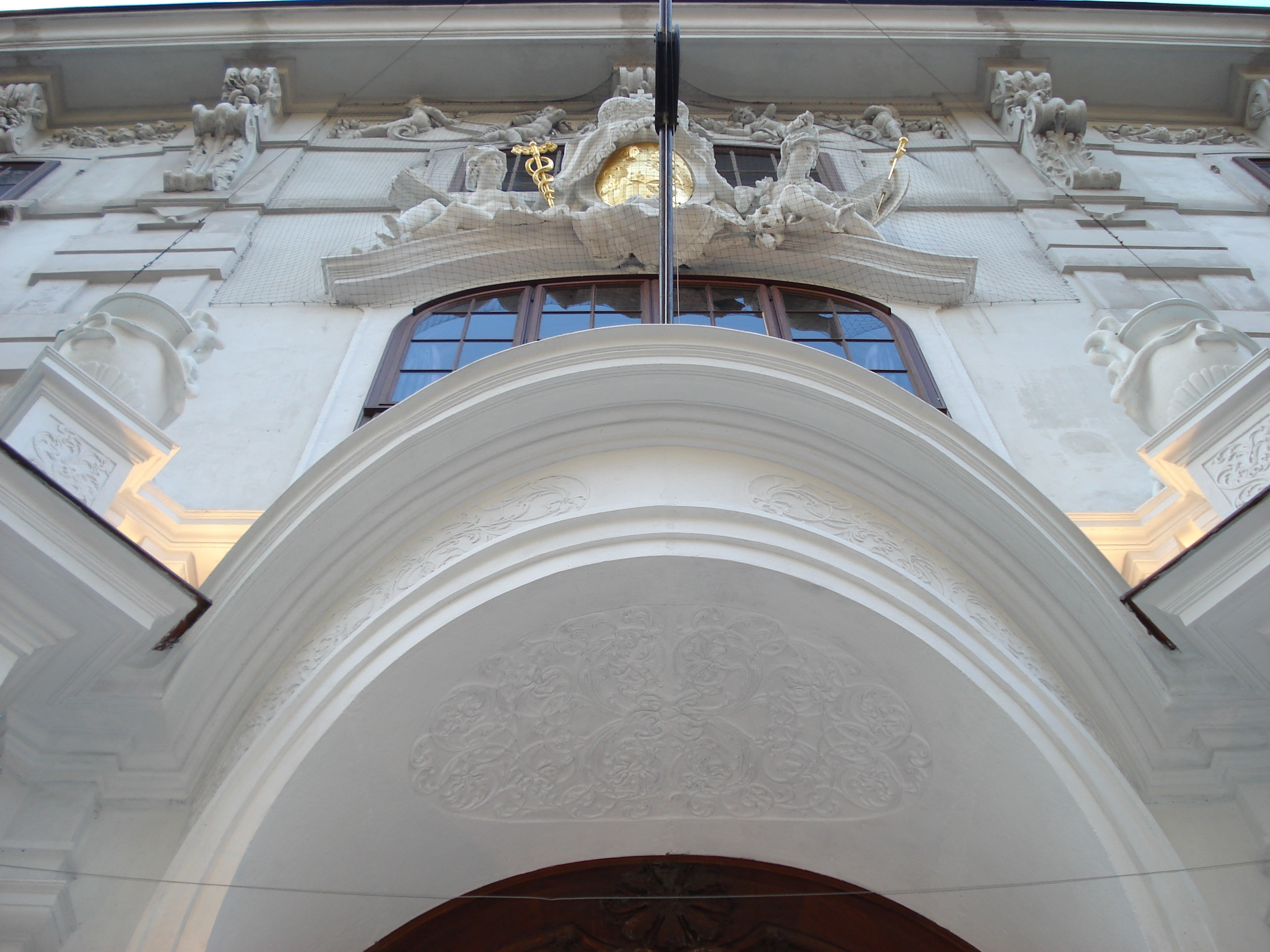
Detail portálu
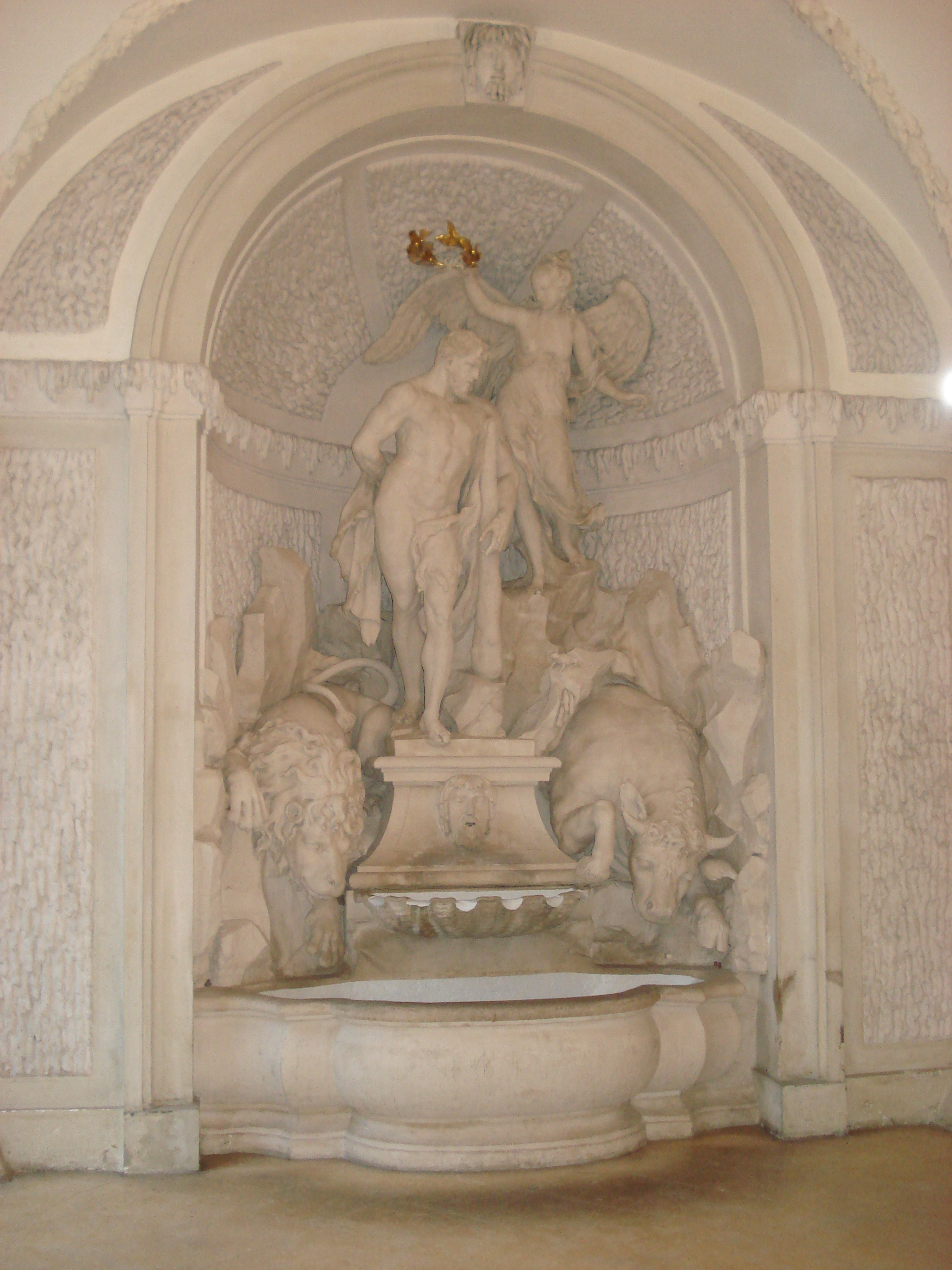
Herkulova kašna / „Herkulesbrunnen“
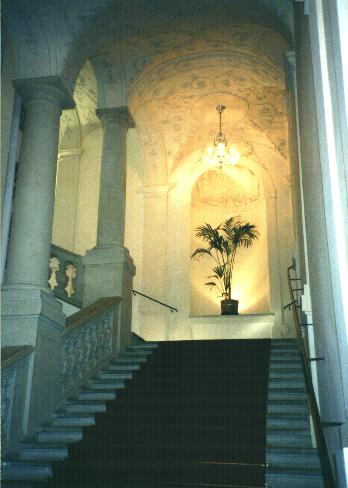
Schodiště